# Unterselbach

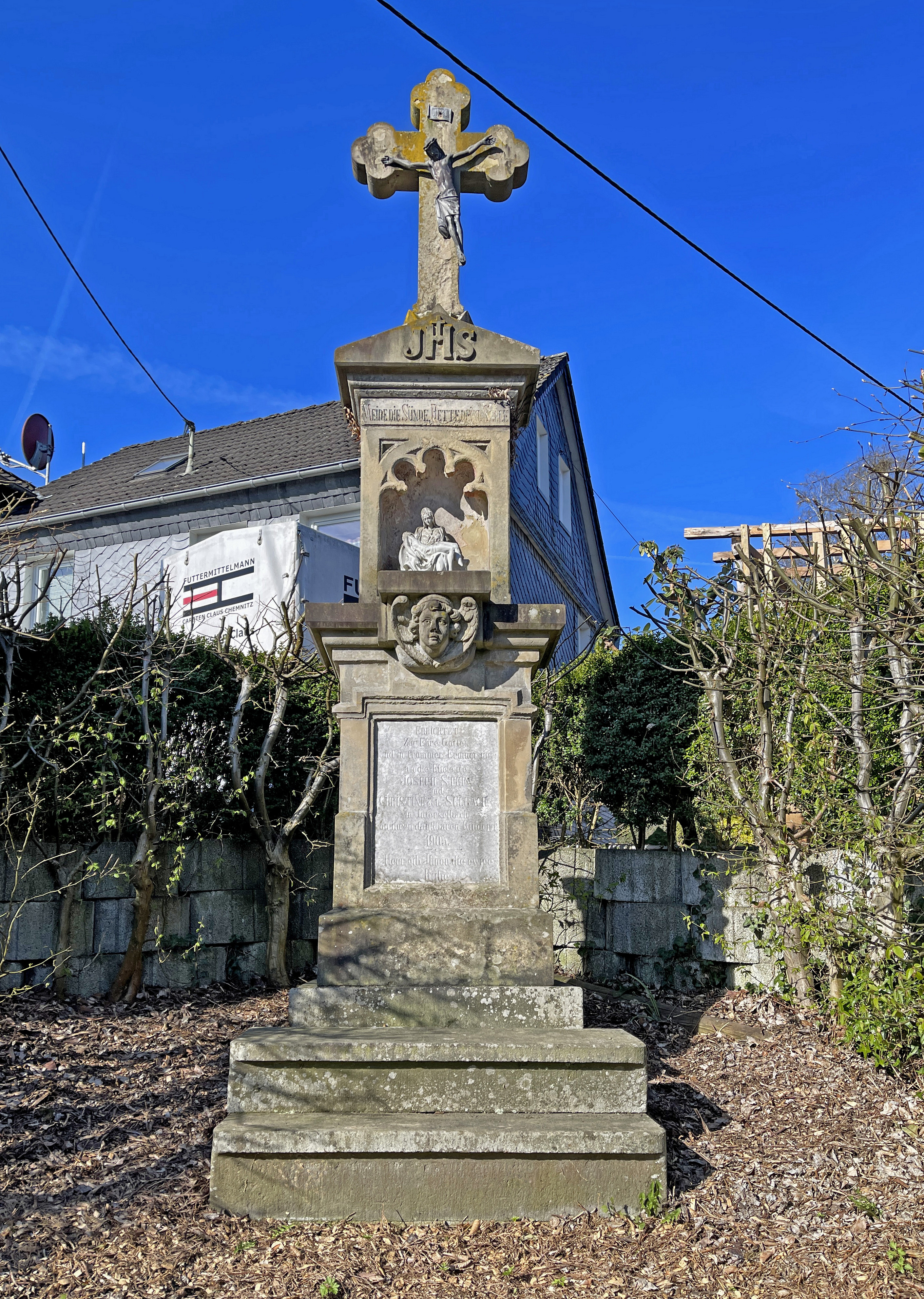
Baudenkmal Wegekreuz (1905) bei Selbach 7

Unterselbach oder auch Selbach genannt ist ein Wohnplatz in der Gemeinde Kürten im Rheinisch-Bergischen Kreis.

## Lage und Beschreibung
Der Ort liegt im Tal des Selbachs, einem Zufluss des Olpebachs, an der Landesstraße 146 zwischen Grundermühle und Mittelselbach an der Gemeindegrenze zu Lindlar.

## Geschichte
Die Topographia Ducatus Montani des Erich Philipp Ploennies aus dem Jahre 1715, Blatt Amt Steinbach, belegt, dass der Ort bereits 1715 als Ort mit mehreren Höfen bestand und als Seelbach bezeichnet wurde. Aus der Charte des Herzogthums Berg 1789 von Carl Friedrich von Wiebeking geht hervor, dass Unterselbach zu dieser Zeit Teil der Honschaft Olpe im Kirchspiel Kürten im Landgericht Kürten war. Er benennt den Ort als Sellbach.
Unter der französischen Verwaltung zwischen 1806 und 1813 wurde das Amt Steinbach aufgelöst und Unterselbach wurde politisch der Mairie Olpe im Kanton Wipperfürth  im Arrondissement Elberfeld zugeordnet. 1816 wandelten die Preußen die Mairie zur Bürgermeisterei Olpe im Kreis Wipperfürth. Unterselbach gehörte zu dieser Zeit zur Gemeinde Olpe.
Der Ort ist auf der Topographischen Aufnahme der Rheinlande von 1824 und auf der Preußischen Uraufnahme von 1840 als Unter Selbach verzeichnet.
Ab der Preußischen Neuaufnahme von 1892 ist er auf Messtischblättern regelmäßig als Unterselbach verzeichnet.
1822 lebten 18 Menschen im Ort. Der 1845 laut der Uebersicht des Regierungs-Bezirks Cöln als Weiler kategorisierte Ort besaß zu dieser Zeit fünf Wohnhäuser. Zu dieser Zeit lebten 45 Einwohner im Unterselbach genannten Ort, davon alle katholischen Bekenntnisses. Die Gemeinde- und Gutbezirksstatistik der Rheinprovinz führt Unterselbach 1871 mit neun Wohnhäusern und 60 Einwohnern auf. Im Gemeindelexikon für die Provinz Rheinland von 1888 werden sechs Wohnhäuser mit 33 Einwohnern angegeben und der Ort mit Unter Selbach bezeichnet. 1895 hatte der Ort sieben Wohnhäuser und 39 Einwohner, der Ort wird Unter Selbach genannt. 1905 besaß der Ort Wohnhäuser und Einwohner und gehörte konfessionell zum katholischen Kirchspiel Olpe.
1927 wurden die Bürgermeisterei Olpe in das Amt Olpe überführt. In der Weimarer Republik wurden 1929 die Ämter Kürten mit den Gemeinden Kürten und Bechen und Olpe mit den Gemeinden Olpe und Wipperfeld zum Amt Kürten zusammengelegt. Der Kreis Wipperfürth ging am 1. Oktober 1932 in den Rheinisch-Bergischen Kreis mit Sitz in Bergisch Gladbach auf.
1975 entstand aufgrund des Köln-Gesetzes die heutige Gemeinde Kürten, zu der neben den Ämtern Kürten, Bechen und Olpe ein Teilgebiet der Stadt Bensberg mit Dürscheid und den umliegenden Gebieten kam.

## Sehenswürdigkeiten
Im Ort steht einSandsteinwegekreuz aus dem Jahr 1905, das unter der Nr. 68 in die Baudenkmalliste der Gemeinde Kürten eingetragen ist. Es zeigt im mittleren Teil eine neugotische Rundbogennische mit kleiner vollplastischer Pietádarstellung, darüber Steinkreuz mit Dreipassenden und Korpus aus Metall.

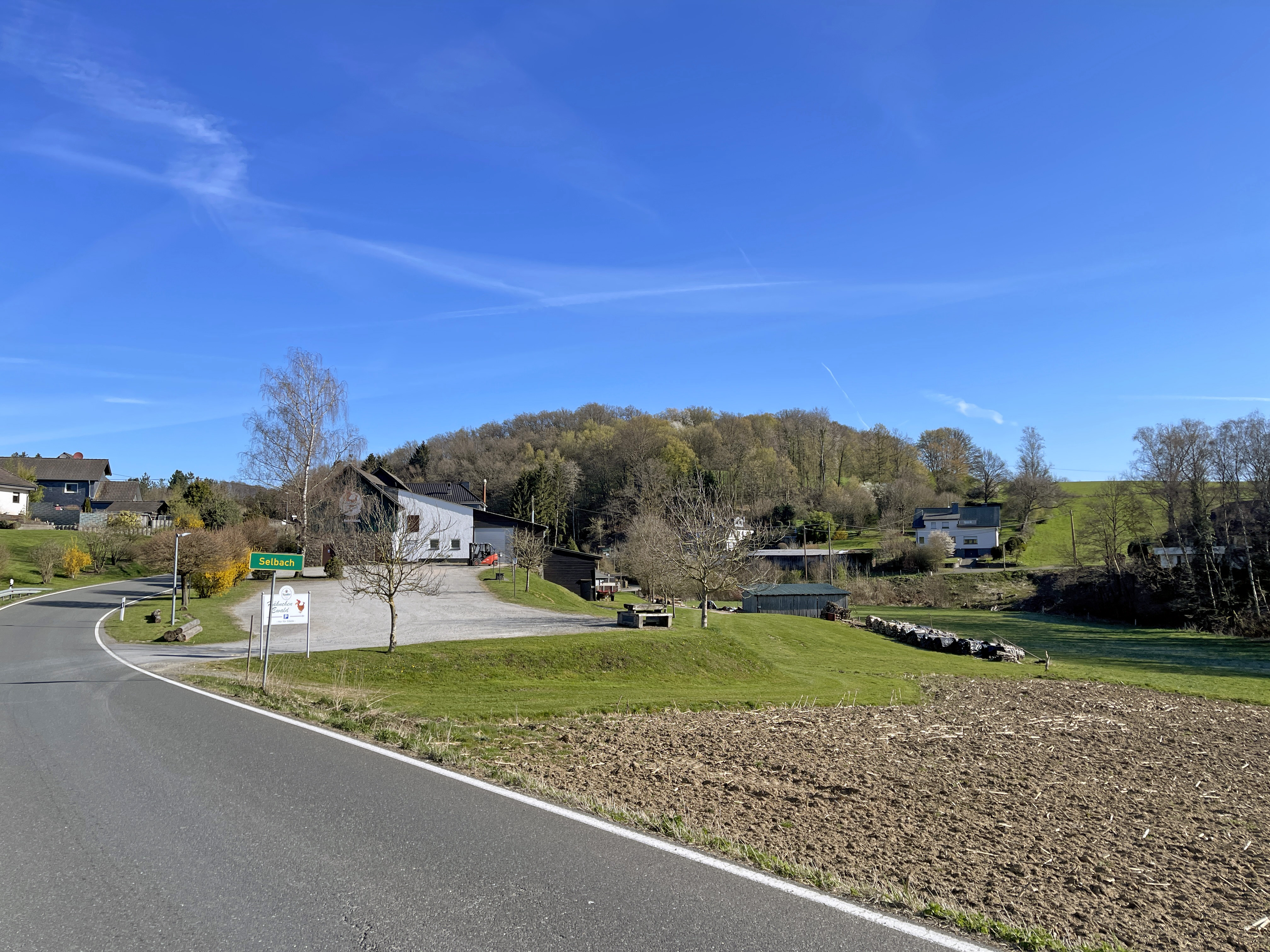
Südansicht Selbach
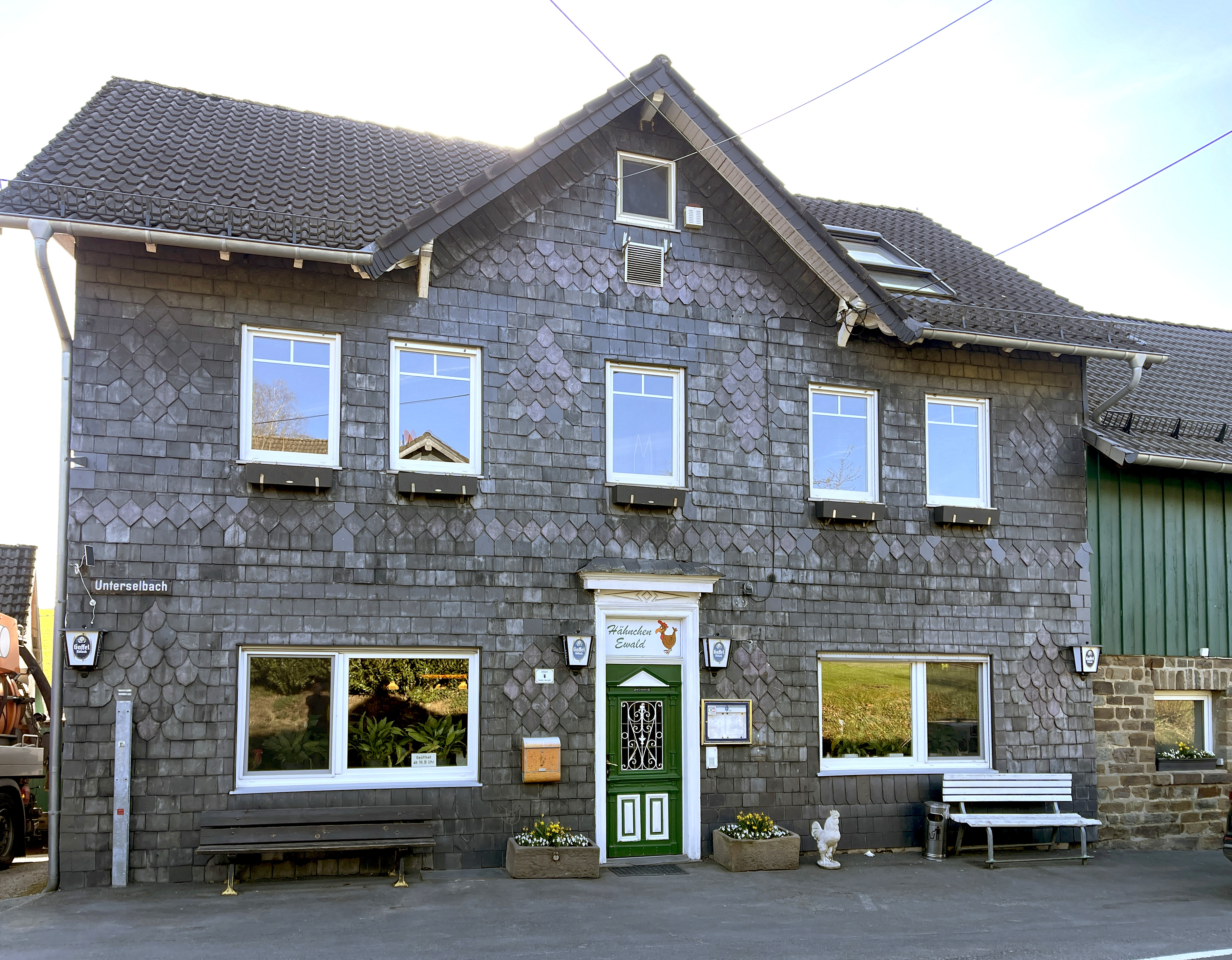
Restaurant "Hähnchen Ewald" – Selbach 4
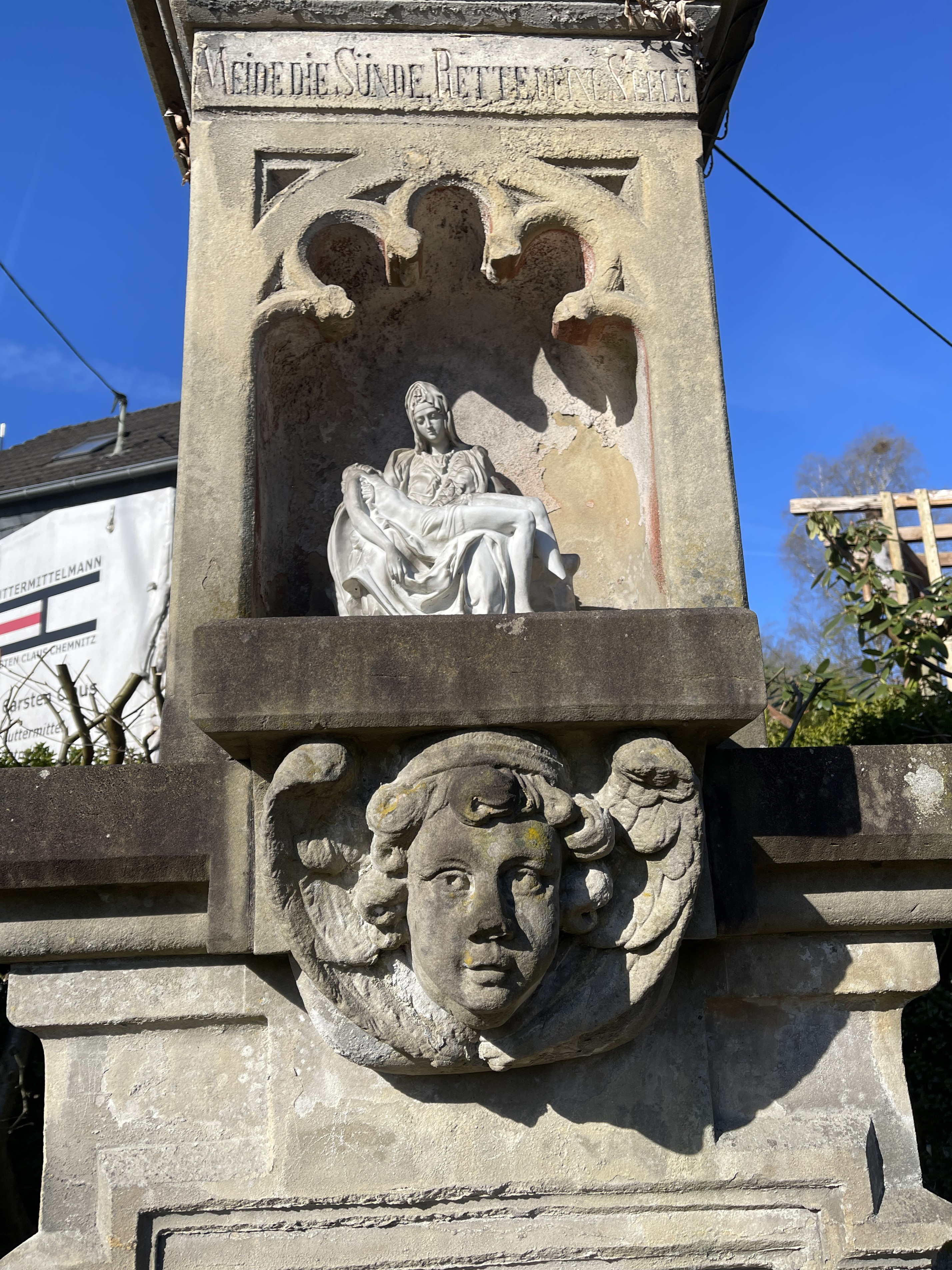
Detail Wegekreuz Selbach 7
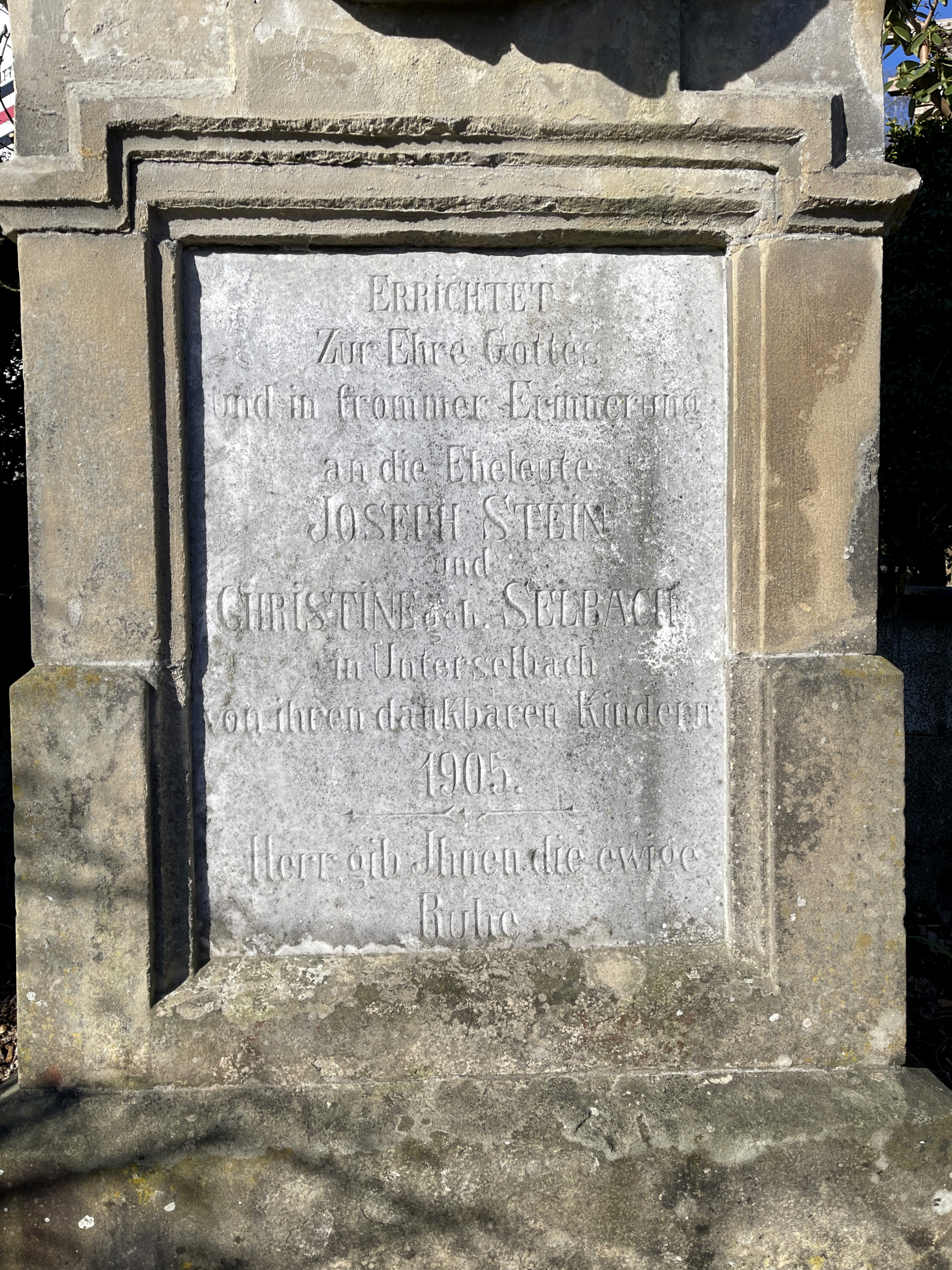
Sockelinschrift  Wegekreuz (1905)
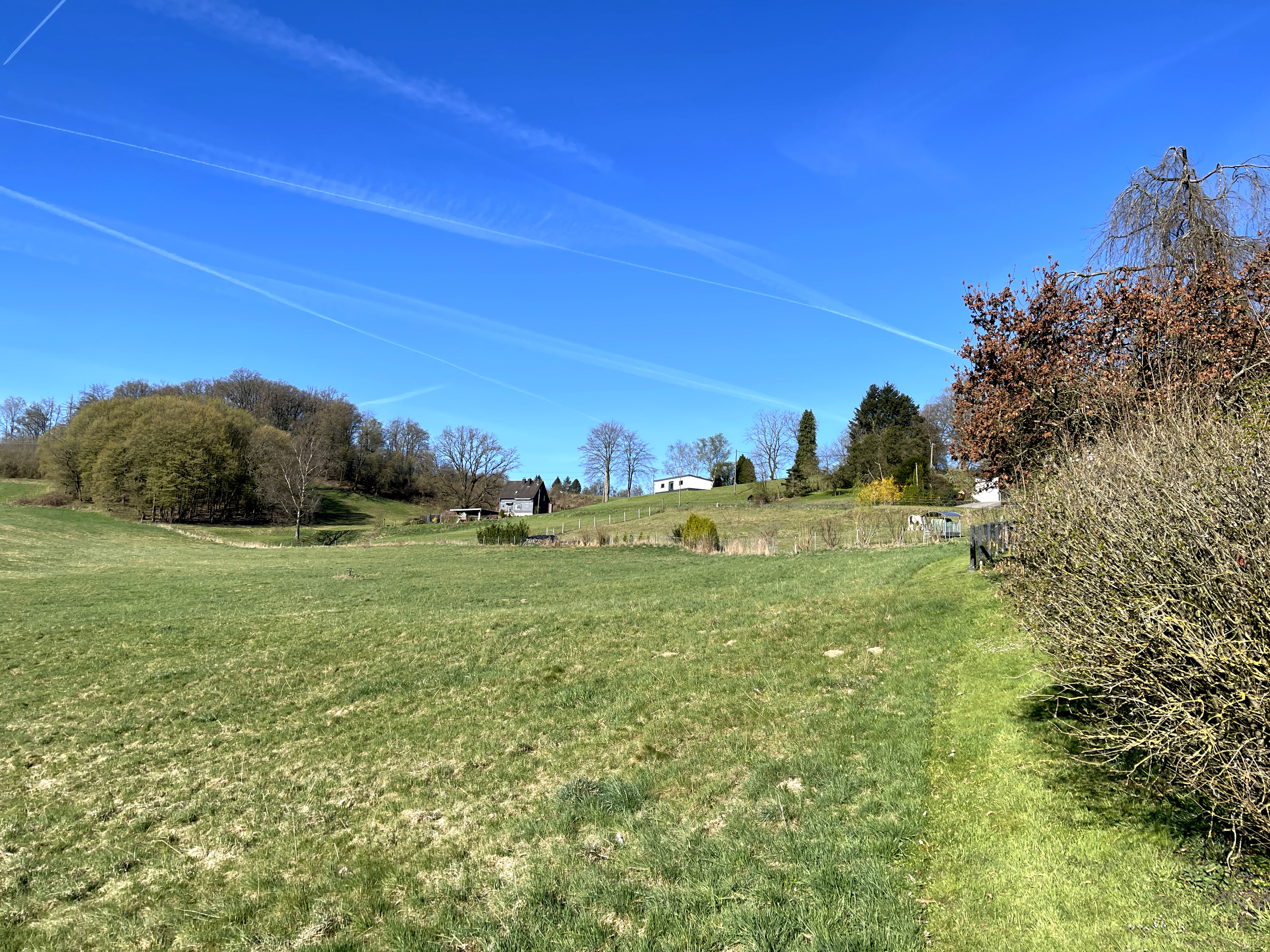
Westhang zum Selbachtal